# Brwice
Brwice (niem. Blankenfelde) – wieś w Polsce położona w województwie zachodniopomorskim, w powiecie gryfińskim, w gminie Chojna. Zamieszkuje ją 210 osób. 
We wsi znajduje się XIII-wieczny, zabytkowy kościół parafialny pod wezwaniem św. Antoniego (Kl.V.-0/101/56 z dnia 27 lipca 1956). Budowla prostego kształtu otoczona zabytkowym, kamiennym murem. Do rejestru zabytków wpisany został również park podworski (KL.I.5340/35/80, KL.I.5340/36/80 z dnia 12 grudnia 1980), pozostałość po dworze, na którego skraju rośnie największy w Polsce okaz mamutowca wysokości 27 m, a jego wiek w 1983 r. określono na (około) 88 lat, więc rośnie od 1895 roku. Drzewo posiada pień o obwodzie 375 cm, a pierwsze konary zaczynają się na wysokości około 10 m. Jest on pomnikiem przyrody.
Brwice posiadają własną szkołę podstawową im. Przyrodników Polskich.
W latach 1975–1998 miejscowość administracyjnie należała do województwa szczecińskiego.
W miejscowości był przystanek kolejowy Brwice.